# Vasaces Gentúnio
Vasaces (em latim: Vasaces; em armênio: Վասակ; romaniz.: Vasak; em grego: Βασσάκης; romaniz.: Bassákēs) foi um nacarar da família Gentúnio do século IX. 

## Nome
Vasaces é a forma latina do armênio Vasaque (Վասակ, Vasak), que derivou do iraniano médio Vasaque (*Vasak) e, por conseguinte, do iraniano antigo Vasaca (*Vasa-ka-; de *vas-, "desejar, desejo"). Foi registrado em aramaico do Egito como Vasaque (Wsk̊), em sodiano maniqueísta como Vasaque (Ws’k), em siríaco como Basague (Basag) e em grego como Uasaces (Ουασάκης, Ouasákēs), Bataces (Βαττάκης, Battákēs) e Bas[s]aces (Βασ[σ]άκης, Bas[s]ákēs). Ferdinand Justi propôs que estivesse ligado a Bagasaces (Bagasacēs; Βαγασάκης, Bagasákēs), que derivou do persa antigo Bagasaca (*Bagasaka).

## Vida
Vasaces aparece em 888, quando foi nomeado pelo rei Simbácio I (r. 890–914), com seu irmão Asócio, como senhor de Sanxevilde. Os irmãos eram rebeldes e o sucessor de Simbácio, Asócio II (r. 914–928), obrigou-os a manter sua fidelidade pela força das armas ca. 915. Vasaces continuou rebelde e ca. 921 desertou ao príncipe georgiano Gurgenes II (r. 918–941), obrigando Asócio a sitiá-lo. Uma força de Gurgenes foi enviada para auxiliar na proteção de Sanxevilde, mas quando tentavam entrar, rixas eclodiram entre os reforços e os sitiados, e estes últimos posteriormente abriram os portões para Asócio, que capturou e mutilou os soldados de Gurgenes e submeteu a fortaleza a sua autoridade.